# Coelopencyrtus hylaeoleter
Coelopencyrtus hylaeoleter är en stekelart som beskrevs av Burks 1958. Coelopencyrtus hylaeoleter ingår i släktet Coelopencyrtus och familjen sköldlussteklar. Inga underarter finns listade i Catalogue of Life.